# Louis Jauffret
Louis Jauffret (* 21. Februar 1943 in Montgenèvre) ist ein ehemaliger französischer Skirennläufer.
Jauffret feierte den größten Erfolg seiner Karriere bei den Alpinen Skiweltmeisterschaften 1966 in Portillo, als er im Slalom die Bronzemedaille gewann.
Sein bestes Ergebnis im Skiweltcup erreichte er ein halbes Jahr später. Beim Weltcup-Slalom der 3-Tre-Rennen von Madonna di Campiglio am 5. Februar 1967 wurde er hinter seinem Landsmann Guy Périllat Zweiter. Nach der Saison 1966/67 beendete Jauffret seine Karriere als Leistungssportler.